# Miroslav Klivar
Miroslav Klivar (14. ledna 1932 Košice – 21. listopadu 2014 Praha) byl vlivný československý kritik výtvarného umění, malíř, grafik, teoretik sklářského umění, fotograf, organizátor veřejného života výtvarníků, člen několika uměleckých spolků a držitel mnoha uměleckých ocenění.

## Studium a profese
Vystudoval Filozofickou fakultu UK v Praze (1951–1955).
Od roku 1955 vyučoval na uměleckých školách – na Akademii výtvarných umění v Praze, na Vysoké škole umělecko-průmyslové v Praze, na Akademii múzických umění v Praze, na Vysoké škole výtvarných umění v Bratislavě a na Střední uměleckoprůmyslové škole v Praze 3. Dlouholeté aktivní členství v KSČ mu umožňovalo volný pohyb v profesi, společnosti a časté výjezdy do světa. Byl také profesorem na Světové univerzitě v Bruselu.
- 1955–1960 asistent katedry marxismu-leninismu na Akademii výtvarných umění v Praze
- 1960–1969 speciální asistent marxismu-leninismu na Akademii múzických umění v Praze
- 1969–1990 zastával významnou pozici vývoje a designu v Institutu průmyslového designu v Praze, příležitostně vyučoval teorii umění
- 1970–1974 hostující pedagog na Střední uměleckoprůmyslové škole v Praze 3 na Žižkově
- 1974–1978 hostující pedagog na Vysoké škole výtvarných umění v Bratislavě
- 1990 hostující učitel umění, psychoterapeut
- 1999 hostující profesor na World Distributed University, Brusel
- 1990–2003 prezident Masarykovy akademie umění v Praze
- 1994–1995 hostující pedagog na Západočeské univerzitě v Plzeň
- 2001 jmenován čestným akademikem Mezinárodní akademie "Accademia Internazionale Giuseppe Pitrè" v Palermu (Itálie)[1]
- prezident Alliance Salvador Dalí International a prezident Evropské unie umění[2]

### Miroslav Klivar a StB
Klivar podle některých zdrojů za komunismu přednášel marxismus-leninismus na AVU. Tuto praxi potvrdil metodickou příručkou Malý mezinárodní politický slovník: Pojmy, osobnosti, data (společně s Karlem Musilem a Františkem Otavou. Později získával informace z prostředí nezávislé a undergroundové výtvarné scény a jako agent StB podával zprávy o Jindřichu Chalupeckém, Jiřím Šetlíkovi, Olbramu Zoubkovi, Vladimíru Janouškovi, Jiřím Kolářovi, Zdenku Hůlovi, Janě Kremanové, Janu Sekalovi, Milanu Kozelkovi, Čestmíru Kafkovi, Petru Štemberovi, Pavlu Büchlerovi nebo slovenských výtvarnících Josefu Jankovičovi a Michalu Kernovi. Pro StB pořádal i odborná školení o subverzivních směrech západního výtvarného umění a "reakčních teoriích". Podílel se na likvidaci časopisů Výtvarná práce a Výtvarná revue. Ve svazcích StB je veden jako agent s krycím jménem Miroslav (ev. č. 3510, 351088). Jeho osobní svazek byl zničen již 8. prosince 1989, ale dochovaly se záznamy, z nichž je možno jeho spolupráci s StB rekonstruovat. Jako příklad spolupráce s StB v 80. letech možno uvést i jeho hlášení z 15. října 1984, kde svého řídícího důstojníka kpt. Součka upozorňuje na vyvěšení fotografie básníka Jaroslava Seiferta u příležitosti udělení Nobelovy ceny za výlohou antikvariátu v Praze na Václavském náměstí. Dokument je dostupný ve svazku LÍPA, který na Jaroslava Seiferta StB vedla až do jeho smrti v roce 1986.
V roce 1968 se aktivně zapojil do obrodného procesu a prosazoval návrat na výstavní scénu některým zakázaným autorům. Po roce 1969 byl monitorován StB jako nepřítel režimu, byl údajně vyloučen ze společenského života a po roce 1973 měl mít zákaz publikovat. Do roku 1978 však externě přednášel dějiny umění na Vysoké škole výtvarných umění v Bratislavě a v osmdesátých letech zůstal na své pozici ředitele v Institutu průmyslového designu v Praze. Nebyl tedy vůbec pro styky s některými chartisty umlčen, naopak byl dále vytěžován StB.

## Dílo
Jeho umělecká tvorba a prezentace jsou rozsáhlé, extenzivní a kvalitativně značně kolísající. Od roku 1949 psal poezii a byl členem Mezinárodního svazu spisovatelů a publicistů. Měl ambice výtvarníka nových médií. Svými pracemi obesílal výstavy po celém světě; prosazoval syntetické materiály, mechanické a průmyslové techniky práce. Byl mj. tvůrcem razítkové techniky (tzv. stamp art, původně dětská a školní gumová razítka).
Za svou tvorbu získal řadu cen a uznání (například Cenu pro užité a průmyslové výtvarnictví v roce 1969, Cenu Česko-bavorského uměleckého spolku, Velkou cenu na I. evropském festivalu video umění, Cenu Františka Kupky, Cenu Salvatora Dalího, Cenu Karla Hynka Máchy). Klivar se po léta zabýval malířstvím 1. třetiny 20. století. Společně s prof. Františkem Dvořákem byl požádán Oskarem Kokoschkou, aby zdokumentoval autorovo dílo na území Československa. Díky svým jazykovým znalostem (ovládal údajně precizně sedm jazyků) navázal v průběhu let osobní kontakty se slavnými italskými a francouzskými historiky umění (Jean Leymarie, Rossana Bossaglia,Bernard Dorival,Francoise Cachin, Franco Russoli, Gilbert Petrides aj.). V Paříži se několikrát setkal s malířkou Toyen. V roce 1967 navštívil společně s Oldou Kokoschkovou Pabla Picassa. Své znalosti moderního francouzského malířství zúročil v monografiích věnovaných Monetovi, Gauguinovi, Derainovi a Modiglianimu. Byl považován za jednoho z renomovaných českých znalců francouzského umění 20. století, o francouzském malířství opakovaně publikoval i v odborném tisku ve Francii a Itálii. Jako skvělý rétor a fundovaný znalec byl po roce 1990 zván, aby přednášel dějiny malířství na univerzitách v Belgii a Itálii.

### Film
Prof. Klivar patřil k tvůrcům experimentálního filmu, jako scenárista a režisér vytvořil filmy:
- Dim art (1977), reprezentuje tzv. černé umění v přírodě (stín, světlo a tma)
- Video poetry (1977), obraz vizuální poezie s písmeny abecedy v přírodě
- Video stamp art (1989), razítkové umění; lze vidět na internetu
- Prague dreams (1994), představení u Starého a Nového židovského hřbitova v Praze u hrobu Franze Kafky
- Secret sexy poem (1996), zobrazení erotických pomůcek pomocí písmen abecedy

### Malba
Nejznámější byl jako malíř. Své práce vystavoval v desítkách veřejných sbírkách po celém světě, například Furnace Foundation v USA, Museo del Arte Moderno v Sao Paulu, v Drážďanech v Německu; v galerii Albertina ve Vídni, Národní galerie v Praze, Sony Hall v Tokiu a dalších.

### Publikace
- Mládež světa v boji za mír, proti nebezpečí války (Praha 1953), spoluautor
- Rukověť svazáckého propagandisty a agitátora (Praha 1957), 2 vydání; spoluautor
- Malý mezinárodní politický slovník : Pojmy, osobnosti, data. Praha 1957; spoluautor
- Aktuální problémy socialistického životního slohu. Praha 1963; spoluautor
- Technological Art its Aesthetics (Bratislava, 1967)
- Aesthetics of Industrial Labour (České Budějovice, 1968)
- Estetika nových umění - Aesthetics of New Arts (Praha, 1970)
- Aplikace počítačové grafiky v textilním průmyslu ČSSR (Praha : Ústav bytové a oděvní kultury, 1981; Zdeňka Čechová a Miroslav Klivar)
- Český kubismus v architektuře (Praha : Masarykova akademie umění : Forpex, 1992)
- II futurismo ceco (Praha-Řím, 1995)
- Exoaesthetics (Praha-Houston, 1997)
- Česká skleněná plastika (Břeclav: Moraviapress, 1999)
- New Arts in Bohemia (Praha, 2001)
- In medical field: The Psychotherapy of Perception of Images (spoluautor V.P. Zincenko, Praha, 1974)
- New Art Therapy and Psychopaedy (Praha 2002)
- Ergoterapie mladistvých - Juvenile Ergotherapy (Praha, 2003)
- Nová umění v Čechách. Regulus Praha 2001
- Oskar Kokoschka, Regulus Praha 2014, ISBN 978-80-905784-0-1
- Claude Monet; Umělecký klub-Praha 2013 ISBN 978-80-905784-3-2
- Symbolistes, Minerva , Marseille, 2012
- André Derain, Praha ISBN 978-80-86279-54-1
- Modigliani, Umělecký klub Praha 2017; ISBN 978-80-905784-6-3
- Max Pechstein, Regulus Praha 2004; ISBN 978-80-86279-46-6
- Expresionismus, Geneve 2011

## Ocenění
Získal tato ocenění:
- 2004 Riconoscimento Speciale pro poezii v concorso Poesia Prosa e arti figurative - Il Convivio 2004, Itálie
- Cena Emila Radoka 2003
- Cena Trebbia 2003
- 2001 Medaile Ordo Sancti Constantini Magni, Finsko
  - Segnalazione d 'onore, Accademia Internazionale "Giuseppe Pitre", Palermo
  - Pamětní medaile Petra Brandla, Praha
  - Rytířský řád vědy, vzdělání akultury, Brusel
- 1997 „Koruna despoty Stefan Lazareviće“, mezinárodní Festival poezie Despotovac-Manasija, Jugoslávie
- 1996 Cenu Karla Hynka Máchy
- 1996 Cena Salvatora Dalího
- 1995 Cena Františka Kupky
- 1994 Grand Prix, I. Evropský festival videoartu v České republice
- 1992 Cena Jaroslava Moravce, Praha
- 1990 Cena Česko-bavorské umělecké společnosti
- 1983 Medaile Vítězslava Nezvala, Praha
- 1975 Zmínka (Inscrit aux palmares) ve vědě Contemporain International, Lyon
- 1969 Cena aplikovaného a průmyslového umění Svazu československých výtvarných umělců, Praha